# Заправка для борщу
Заправка для борщу — заправка, що використовується при готуванні борщу.

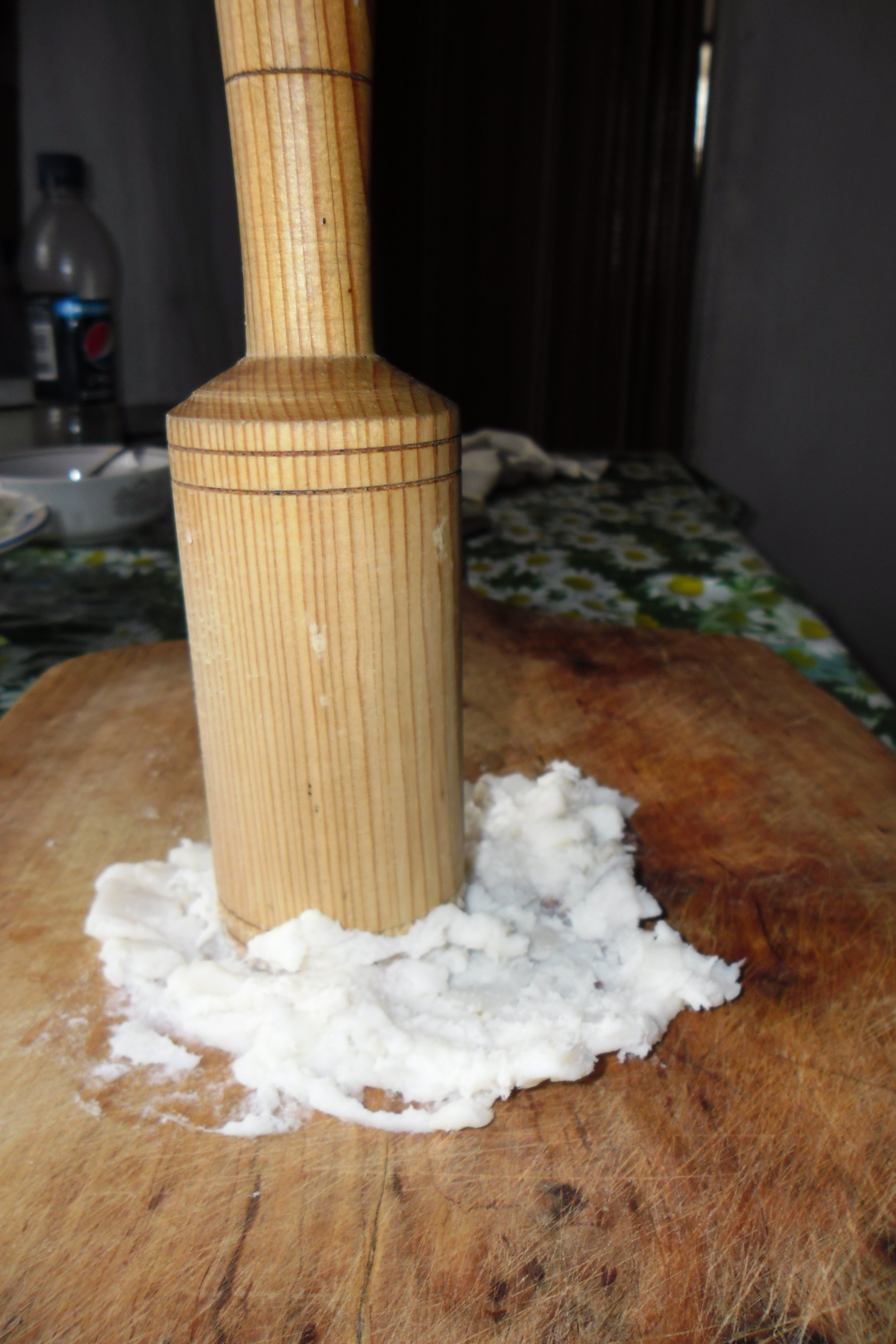
Приготування заправки для борща на основі сала і цибулі. Запоріжчина. 2012 р.

Найчастіше складається з натуральних овочів. Може зберігатися як домашня консервація.
Традиційно заправку для борщу заготовляють на зиму з дешевих літніх овочів. Для приготування борщу з заправкою залишиться лише зварити бульйон, додати картоплю і капусту, а потім, після того як вони зваряться, додати заправку і варити до готовності.
Заправка для борщу «Торчин» містить томатну пасту, сушені овочі (буряк столовий, цибуля, корінь пастернаку, часник, морква), сіль йодовану, оцет спиртовий, олію соняшникову, червоний гіркий перець. 